# Oberlauf des Linspherbaches

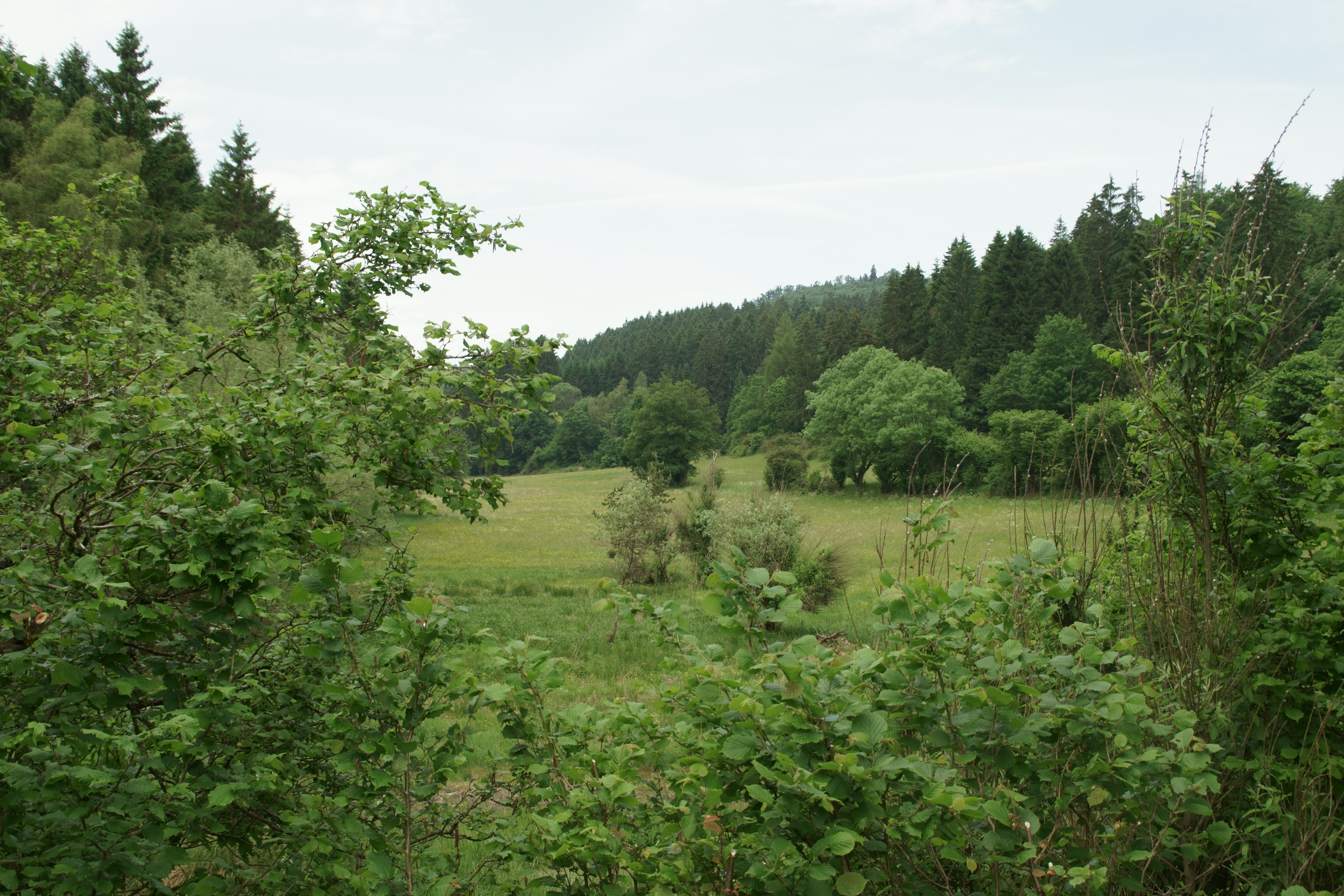
Naturschutzgebiet Oberlauf des Linspherbaches (Juni 2017)

Das Naturschutzgebiet Oberlauf des Linspherbaches liegt auf dem Gebiet der Gemeinde Allendorf (Eder) im Landkreis Waldeck-Frankenberg in Hessen.
Das etwa 111,2 ha große Gebiet, das im Jahr 1995 unter der Kennung 1635052 unter Naturschutz gestellt wurde, erstreckt sich westlich von Bromskirchen entlang des Linspherbaches bis zum Silbersee. Eingeschlossen vom Gebiet wird der Vierseithof der Oberlinspher Mühle. Östlich des Gebietes verläuft die B 236 und nördlich und westlich die Landesgrenze zu Nordrhein-Westfalen. Südlich liegen die Naturschutzgebiete Elbrighäuser Bach (145 ha) und Nitzelbachtal (81,4 ha).